# هوارد موس
هوارد موس (بالإنجليزية: Howard Moss)‏ هو كاتب أغاني بريطاني، ولد في 1 مارس 1975.